# TVR Tuscan (2000)
 (août 2023).
La TVR Tuscan est une voiture de sport à moteur central avant et propulsion arrière construite par TVR à partir de 2000 dans l'usine de Blackpool, en Angleterre. Son nom est repris du modèle historique TVR Tuscan des années 1960. 
La voiture est équipée d'un châssis tubulaire et d'une carrosserie en fibre de verre, offrant rigidité et gain de poids.
La TVR Tuscan est une voiture à la ligne pure, équipée d'un hard top et d'une vitre arrière démontable. 

## Tuscan R (2000)
Construite par TVR en 2000, la Tuscan R annonce le retour du nom Tuscan après 29 ans d'absence.
Elle utilise le moteur Speed Six de TVR de 4 185 cm3 de cylindrée, qui développe 450 chevaux et 475 N m de couple. Cela permet à la voiture d'atteindre une vitesse maximale de 320 km/h et de passer de 0 à 100 km/h en seulement 4 secondes.

## Tuscan Speed Six (2000)
La TVR Tuscan Speed Six est le second modèle construit après le retour de la Tuscan, également à partir de 2000. Elle dispose d'un toit de type Targa.
Elle utilise le moteur Speed Six de TVR de 3 996 cm3 de cylindrée qui développe 360 chevaux et 420 N m de couple. Les performances sont une vitesse maximale de 290 km/h et un passage de 0 à 100 km/h en 4,2 secondes.

## Tuscan S (2000-2003)
La TVR Tuscan S est le troisième modèle construit après le retour de la Tuscan, elle est construite par TVR, entre 2000 et 2003 puis en 2005.
Elle utilise le moteur Speed Six de TVR de 3 996 cm3 de cylindrée et développe 390 puis 400 chevaux et 421 N m puis 498 N m de couple. Cela lui permet d'atteindre une vitesse maximale de 290 km/h puis de 305 km/h et de passer de 0 à 100 km/h en 4,8 secondes puis en 4 secondes seulement.
Elle est également disponible en version cabriolet, les performances restant inchangées.

## Tuscan 3.6 (2000-2005)
La TVR Tuscan 3.6 est le quatrième modèle construit après le retour de la Tuscan, elle est construite par TVR, entre 2000 et 2005.
Elle utilise le moteur Speed Six de TVR dans sa plus petite cylindrée, celle de 3 605 cm3, et développe 350 chevaux et 391 N m de couple. Cela lui permet d'atteindre une vitesse maximale de 280 km/h et de passer de 0 à 100 km/h en 4,8 secondes.

## Tuscan T440R (2003)
La TVR T440R est le cinquième modèle de la série Tuscan des années 2000 construit par TVR, en 2003.
Elle utilise le moteur Speed Six de TVR de 4 185 cm3, et développe 450 chevaux et 475 N m de couple[source insuffisante]. Cela lui permet d'atteindre une vitesse maximale de 347 km/h et de passer de 0 à 100 km/h en 3,9 secondes.